# Прибрежный (Челябинская область)
Прибрежный — деревня в Кунашакском районе Челябинской области. Входит в состав Урукульского сельского поселения.
Дата основания неизвестна. До революции на месте, где ныне располагается поселок, находился детский приют.

## География
Расположен в юго-западной части района, на берегу озера Карагайкуль. Расстояние до районного центра, Кунашака, 34 км.

## Население
| 2002 | 2010 |
| ---- | ---- |
| 115  | ↘111 |

(в 1970 — 240, в 1983 — 172, в 1995 — 147)

## Улицы
- Береговая улица